# O2 (Mobilfunkmarke)
O2 ist seit 2002 eine Marke des in Europa und Lateinamerika tätigen Telekommunikationsunternehmens Telefónica. Sie wird in Großbritannien, Deutschland, Spanien, Tschechien und der Slowakei genutzt.

## Entwicklung
Die Marke wurde 2002 von der britischen Werbeagentur Lambie-Nairn (später aufgegangen in WPP Group) zusammen mit dem zuständigen Management Großbritanniens, Irlands und Deutschlands entwickelt. Ihre optische Erscheinungsform wurde seither weitgehend beibehalten.
Die Markenmigration nach der Übernahme von VIAG Interkom verlief erfolgreich. Die Markenbekanntheit betrug innerhalb kurzer Zeit 98 % innerhalb Deutschlands. O2 Germany gelang im Zuge des Markennamenswechsels ein Turnaround.

## Elemente
Die Marke bezieht sich auf das chemische Zeichen für Sauerstoff, denn Kommunikation gehöre wie Sauerstoff zum Leben. Wie in der Chemie ist die Ziffer tiefergestellt. Schrift- und Hintergrundfarben sind Weiß und zunächst Indigoblau, heute Blau. Die Marken- und Hausschrift ist Frutiger. Den Hintergrund kennzeichnen häufig ein Blauverlauf sowie Luftblasen.
Mit dem Logo sind häufig Claims verbunden, die sich von Land zu Land unterscheiden. In Deutschland lautet er seit April 2019 „Für mehr O in deinem Leben“. Von 2002 bis 2016 galt „O2 can do“, von 2016 bis 2019 „You can do.O2“. In Großbritannien lautet er „More For You“.

## Nutzung

Aktuelle und frühere Verwendungen
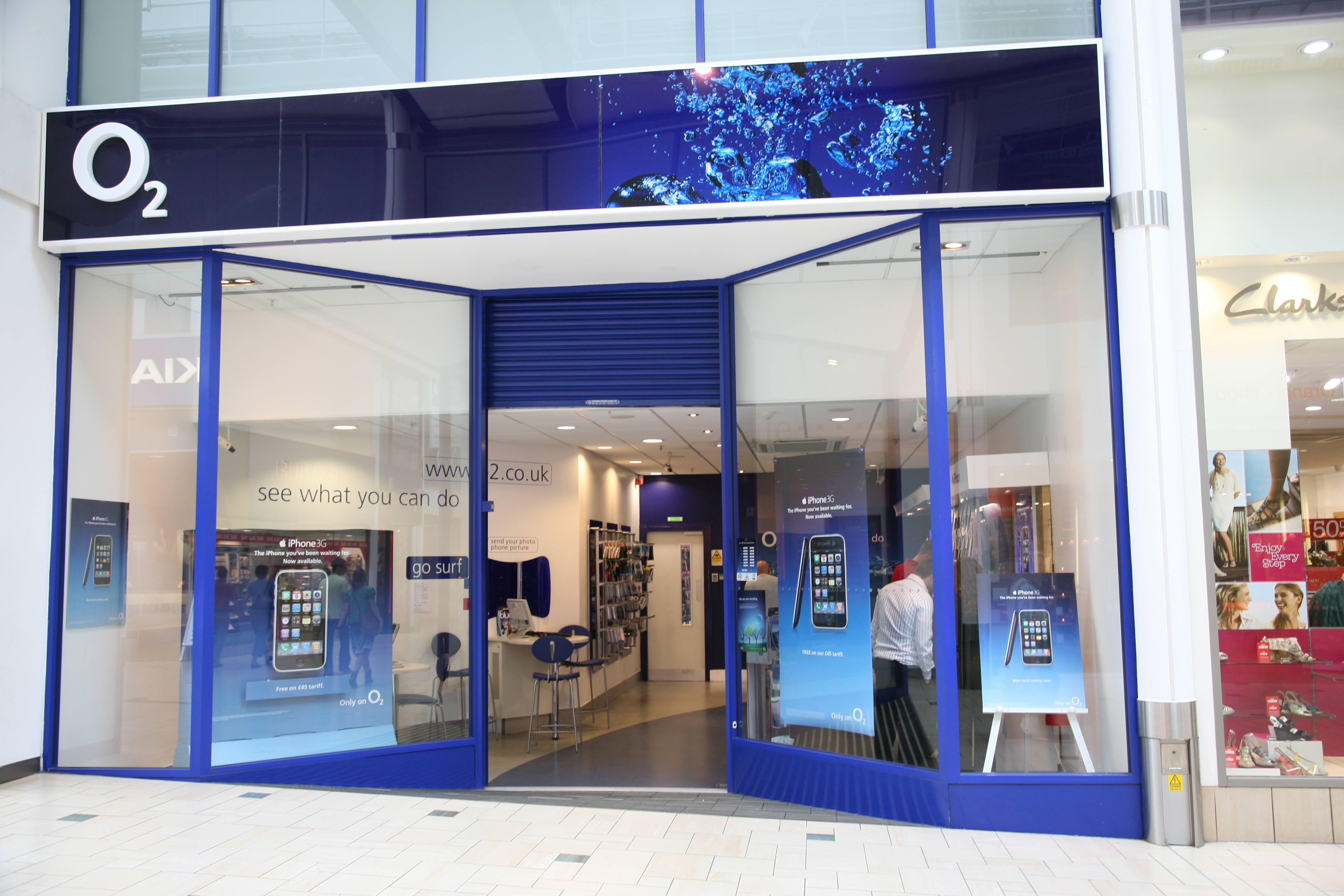
Filiale
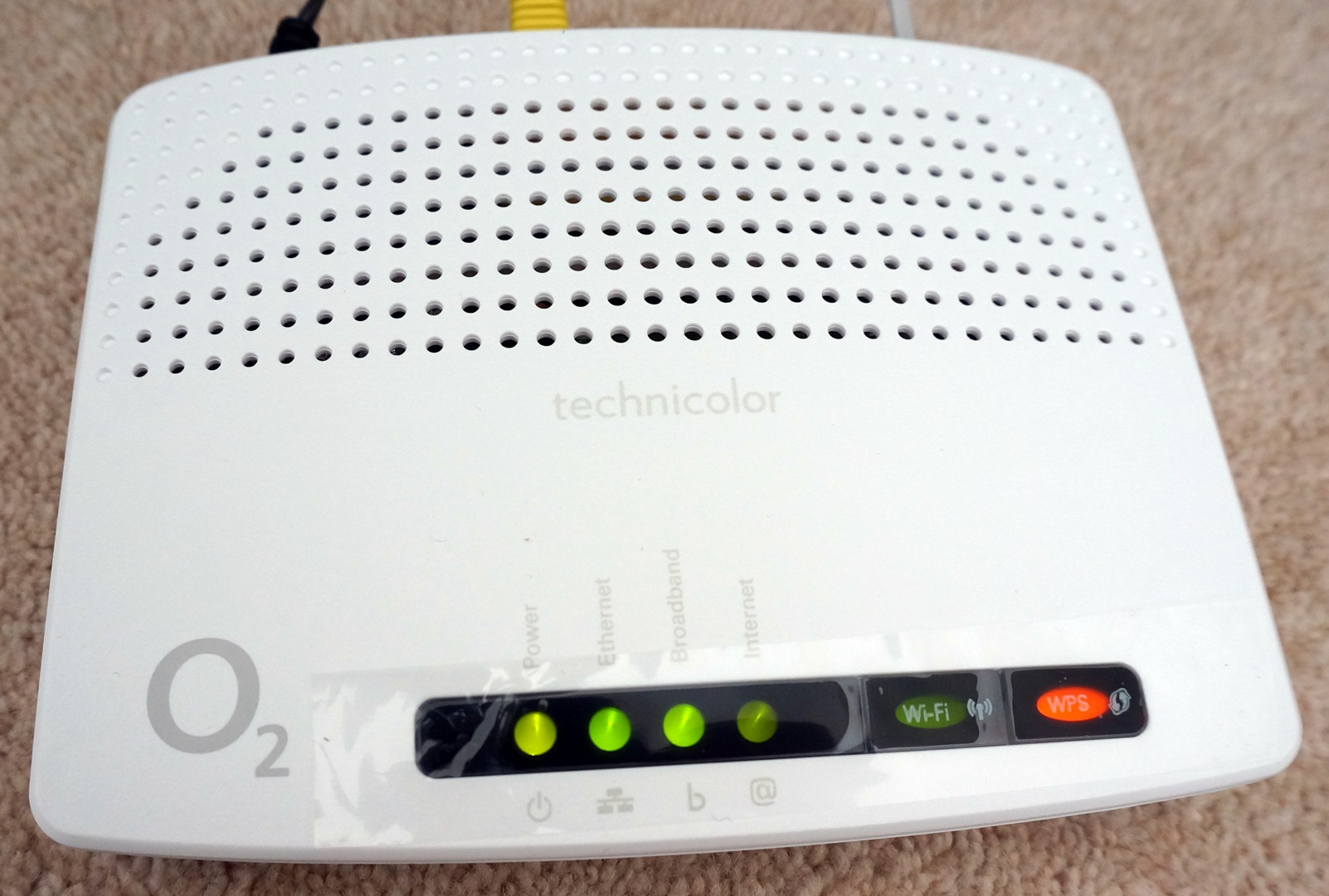
Produktbezeichnung
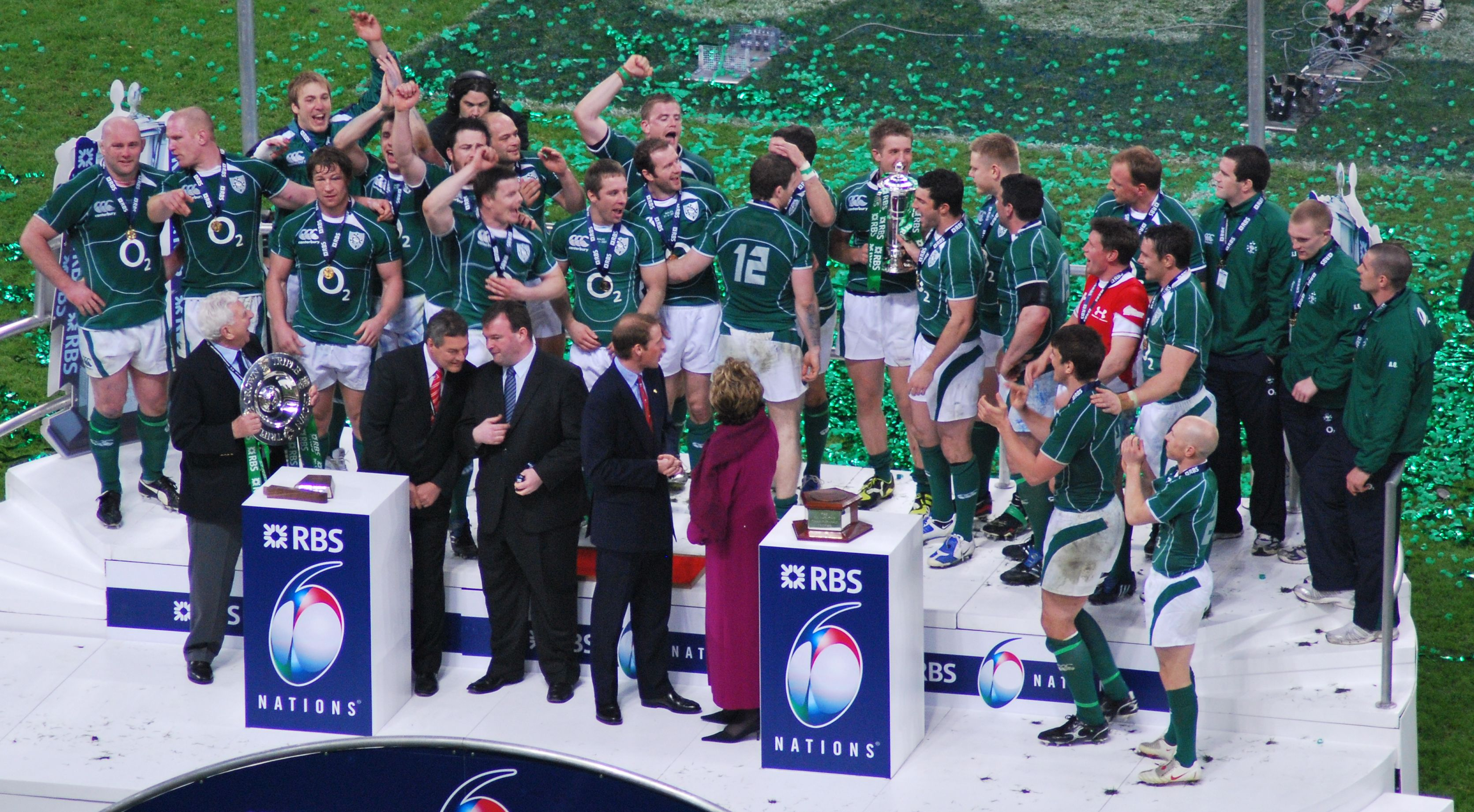
Sportsponsoring

Die Marke O2 wurde beziehungsweise wird als Bestandteil der Firmierung in folgenden Ländern eingesetzt:
- Deutschland (seit 2002)[10][11]
- Großbritannien (seit 2002)[12]
- Irland (von 2002 bis 2015)[13][14]
- Niederlande (von 2002 bis 2003)[15]
- Tschechien (seit 2006)[16]
- Slowakei (seit 2006)[17]

Bis zur Integration bei der Muttergesellschaft Telefónica im Jahr 2014 vertrieb Telefónica Europe den Markennamen O2 oder gab die Lizenz in den jeweiligen Ländern dazu. Gegenwärtig nutzt Telefónica die Marke in Großbritannien, Deutschland und Spanien (dort als Zweitmarke) selbst. In Tschechien und in der Slowakei erfolgt die Verwendung in Lizenz.
Die Marke wird beziehungsweise wurde beispielsweise im Marketing, in der Werbung, in der Öffentlichkeitsarbeit oder im Sponsoring eingesetzt, um die eigenen Produkte und Dienstleistungen bekannt zu machen und den Absatz zu fördern. Sie findet sich unter anderem an Geräten, am Point of Sale, im öffentlichen Raum und an Gebäuden oder an der Kleidung von Personen.

## Auszeichnungen
2005 erhielt O2 den Marken-Award in der Kategorie „Beste Neue Marke“. Auch für das Branding der Münchener Zentrale und für Messestände auf der Cebit gab es Auszeichnungen, wie den iF Award, den Red Dot Design Award oder Prämierungen des ADC.